# Бурмейстер, Иоахим
Иоахи́м Бурме́йстер (нем. Joachim Burmeister; ок. 1556, Люнебург — 5 мая 1629, Росток) — немецкий теоретик музыки и композитор.

## Биография
Родился в семье ремесленников, занимавшихся вышиванием бисером. В 1593 окончил университет в Ростоке (среди его учителей — профессор математики и медицины Генрих Бруцей). В 1589-93 служил кантором церквей Nikolaikirche и Marienkirche в Ростоке, с 1593 до конца жизни — учителем в местной классической гимназии (collega classicus). Среди научных трудов (на латинском языке, пересыпанном греческими словами) историческую значимость приобрела «Musica poetica» (Росток, 1606), трактат о музыкальной композиции, в котором Бурмейстер, развивая концепцию «сотворённой музыки» Николая Листения, изложил собственное систематическое учение о риторических фигурах. Наряду с «музыкально-риторическими» анализами музыки (главным образом, на материале мотетов Лассо) предложил новые риторические модели, опираясь на учение Лукаса Лоссия в трактате «Erotemata dialecticae et rhetoricae Philippi Melanchtonis» (1562). В 1609 году опубликовал лекцию своего учителя Генриха Бруцея «Теоретическая музыка» (Musica theorica) с собственным подробным толкованием, в котором продолжил поиски новых риторических фигур.
Среди музыкальных сочинений Бурмейстера — сборник гомофонных четырёхголосных обработок протестантских церковных песен и латинских гимнов (всего 91). В своих дидактических мотетах (иллюстрировавших применение риторических фигур) опирался на композиционную модель Лассо.

## Научные труды

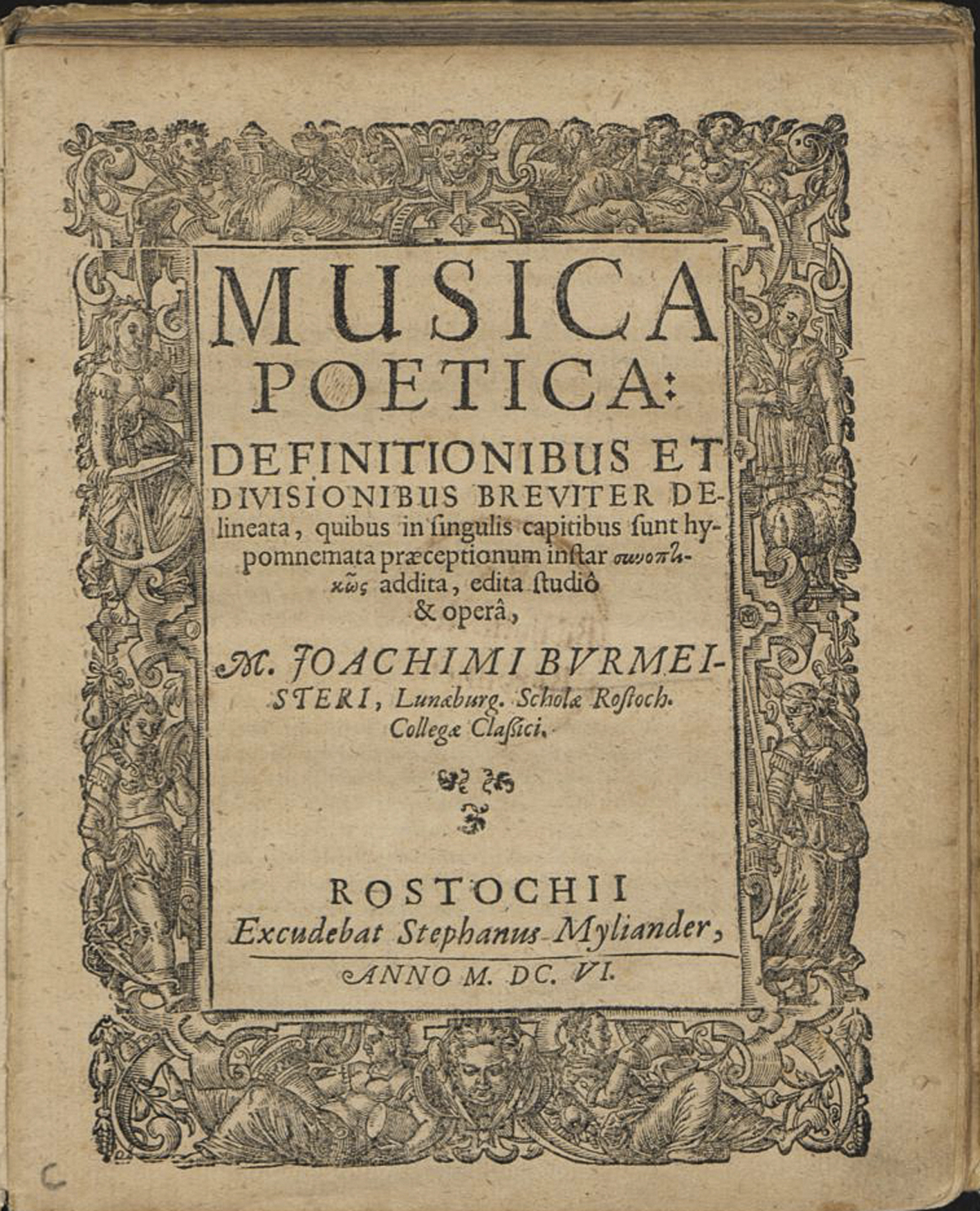
Титульный лист трактата «Musica poetica» (1606)

- Hypomnematum musicae poeticae… ex Isagoge… ad chorum gubernandum cantumque componendum conscripta synopsis (Rostock, 1599);
- Musica αυτοσχεδιαστική, quae per aliquot accessiones in gratiam philomusorum quorundam ad tractatum de hypomnematis musicae poeticae eiusdem auctoris σποράδην quondam exaratas, in unum corpusculum concrevit, in qua redditur ratio (Rostock, 1601);
- Musicae practicae sive artis canendi ratio (Rostock, 1601) (отдельное издание четвёртой части трактата «Musica αυτοσχεδιαστική»);
- Musica poetica definitionibus et divisionibus breviter delineata, quibus in singulis capitibus sunt hypomnemata praeceptionum instar συνοπτικῶς addita, edita studio et opera (Rostock, 1606); факсимиле с предисловием: Kassel, 1955; перевод на английский язык: New Haven, 1993; факсимиле и перевод на немецкий язык: Laaber, 2004; издание оригинала и перевод на французский язык: Wavre, 2007;
- ed.: Musica theorica Henrici Brucaei (Rostock, 1609).